# Sternocoelis marginalis
Sternocoelis marginalis är en skalbaggsart som beskrevs av Joseph Henri Adelson Normand 1915.
Sternocoelis marginalis ingår i släktet Sternocoelis och familjen stumpbaggar. Inga underarter finns listade i Catalogue of Life.